# 珞珈山

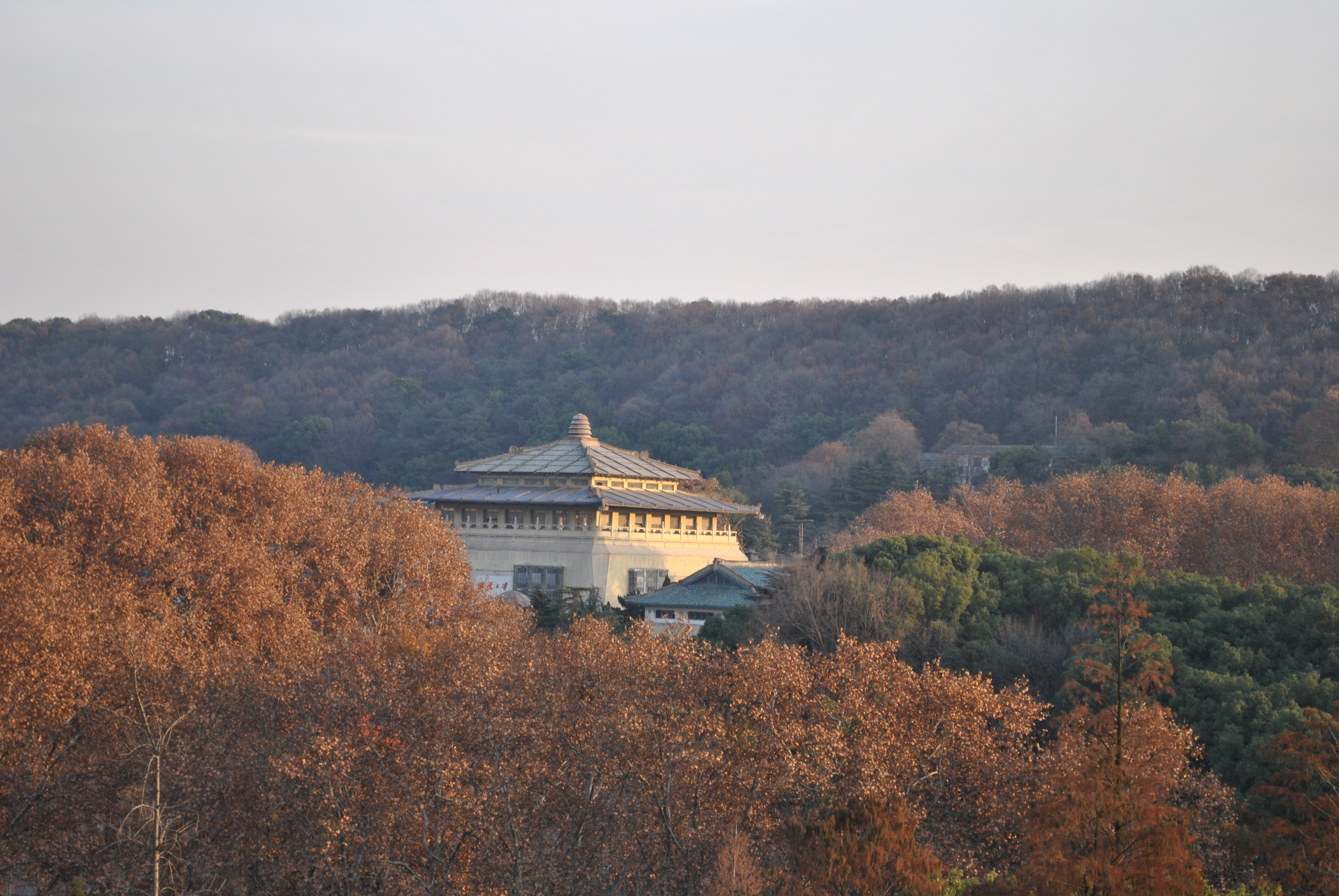
珞珈山，山前的建筑为行政楼

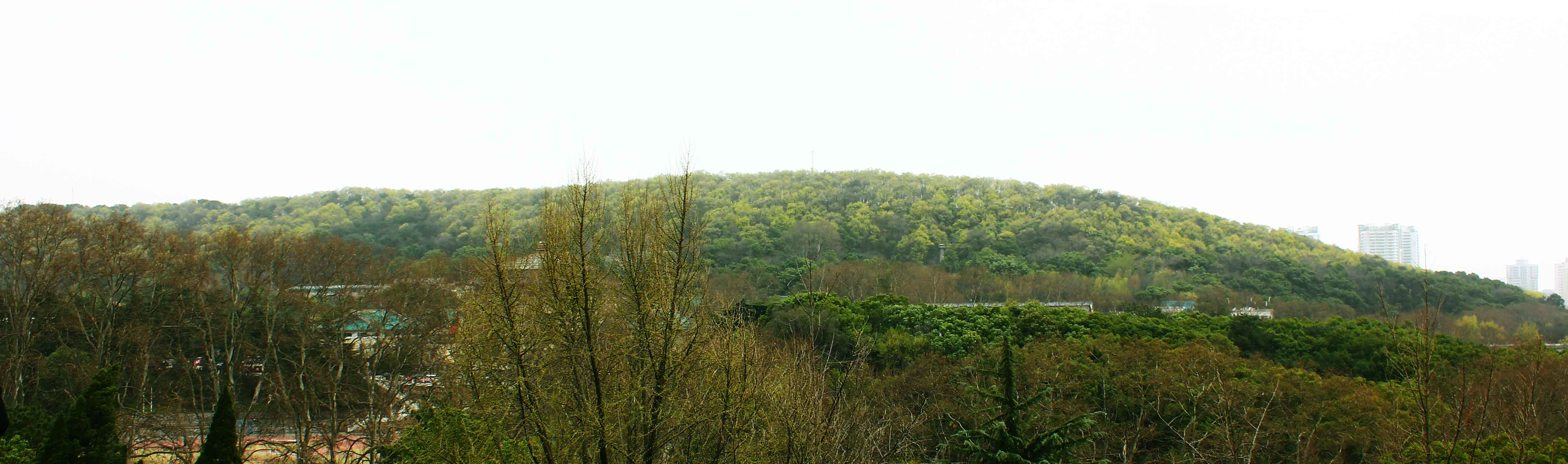
摄于武汉大学老斋舍樱园顶的珞珈山

珞珈山，是位于中华人民共和国湖北省武汉市的一座山。位于武汉大学校园内。

## 自然环境

### 地理
珞珈山位于中华人民共和国湖北省武汉市武昌中部，东湖西南岸边，由十几个相连的小山组成。珞珈山海拔118.5米，为东湖南岸临湖最高峰，山顶可远眺东湖全景和武汉景色。

### 气候
珞珈山属亚热带湿润季风气候，四季明显。

### 植物
珞珈山植物茂盛。大部分种类的植物都是国立武汉大学建立后引种的。
1933年9月武汉大学植物园开始筹建，植针叶树19种，阔叶树215种，并得到美国哈佛大学Arhold树木园、英国皇家植物园、日本农林省林业试业场等惠赠的800多种木本植物和草本植物。因抗战形势所迫，1938年武汉大学西迁四川乐山，果树和林场大量荒芜。直至1946年迁回珞珈山，再次引进湖北神农架、安徽黄山，江西庐山，云贵地区等地的大量种苗并进行培育。
据不完全统计，目前珞珈山有种子植物120科558属800多种，其中11科17种为珍稀濒危植物。此外，还有大量小灌木，野生草本植物，药用植物和岩生植物。

## 历史
1928年以前，珞珈山（原名落驾山、罗家山等）为武昌老城郊外的一座荒山，无大型人工建筑和公路。山上绿树成荫，山脚除北临东湖外其余皆为大片田野。上山者多是来采摘草药、打猎和祭祖拜坟。
1928年8月，以地质学家李四光为委员长、以林学家叶雅各为秘书的国立武汉大学新校舍建筑设备委员会决定在珞珈山修建武大新校舍，邀请毕业于美国麻省理工学院建筑系、对中国建筑艺术颇有研究的建筑师开尔斯（F. H. Kales）先生从上海来武汉设计校园总体布局和规划，聘请同样毕业于美国麻省理工学院的缪恩钊先生任新校舍监造工程师。1929年，开始修筑武昌街道口至珞珈山的公路。武汉大学新校舍一期工程于1930年3月开工，1932年1月完工；二期工程于1932年2月开工，1937年7月完工。1938年3、4月间，武汉被日军三面包围，武大被迫西迁至四川乐山，武大珞珈山校园成为国民政府领导武汉会战的军事指挥中枢。1938年期间，每次日机的航路都经过珞珈山上空却从未进行过轰炸。同年10月武汉沦陷后，日军将珞珈山校园辟为其中原司令部，“本亲善之旨”“以资保全原貌”。因此珞珈山校舍极为难得的整体保存至今。

## 文化

### 名称
珞珈山原名落驾山，相传战国时楚王御驾曾在此山落脚，故得名“落驾”。又名罗家山，源于唐代名将罗成于此山会见鄂国公尉迟恭的传说。《江夏县志》中记载此山还有逻迦山的别名。
1928年，时任国立武汉大学文学院院长兼中文系主任的著名诗人闻一多用谐音的办法，改为珞珈山，推而广之，逐渐成为武汉大学的代称。珞，石头坚硬之意；珈，指的是古代楚国贵族妇女的美丽首饰。“珞珈”与“落驾”二字谐音，寓意在落驾山筚路蓝缕、辟山建校的艰难和对武汉大学美好明天的希冀。
1966年，珞珈山曾被改为红卫山，1972年恢复原名。
由于珞珈山上是武汉大学校园，“珞珈”或者“珞珈山”常常用来指代武汉大学。在寄往武汉大学的邮件地址上，“珞珈山”这一地址专指武汉大学的所在地。

### 旅游

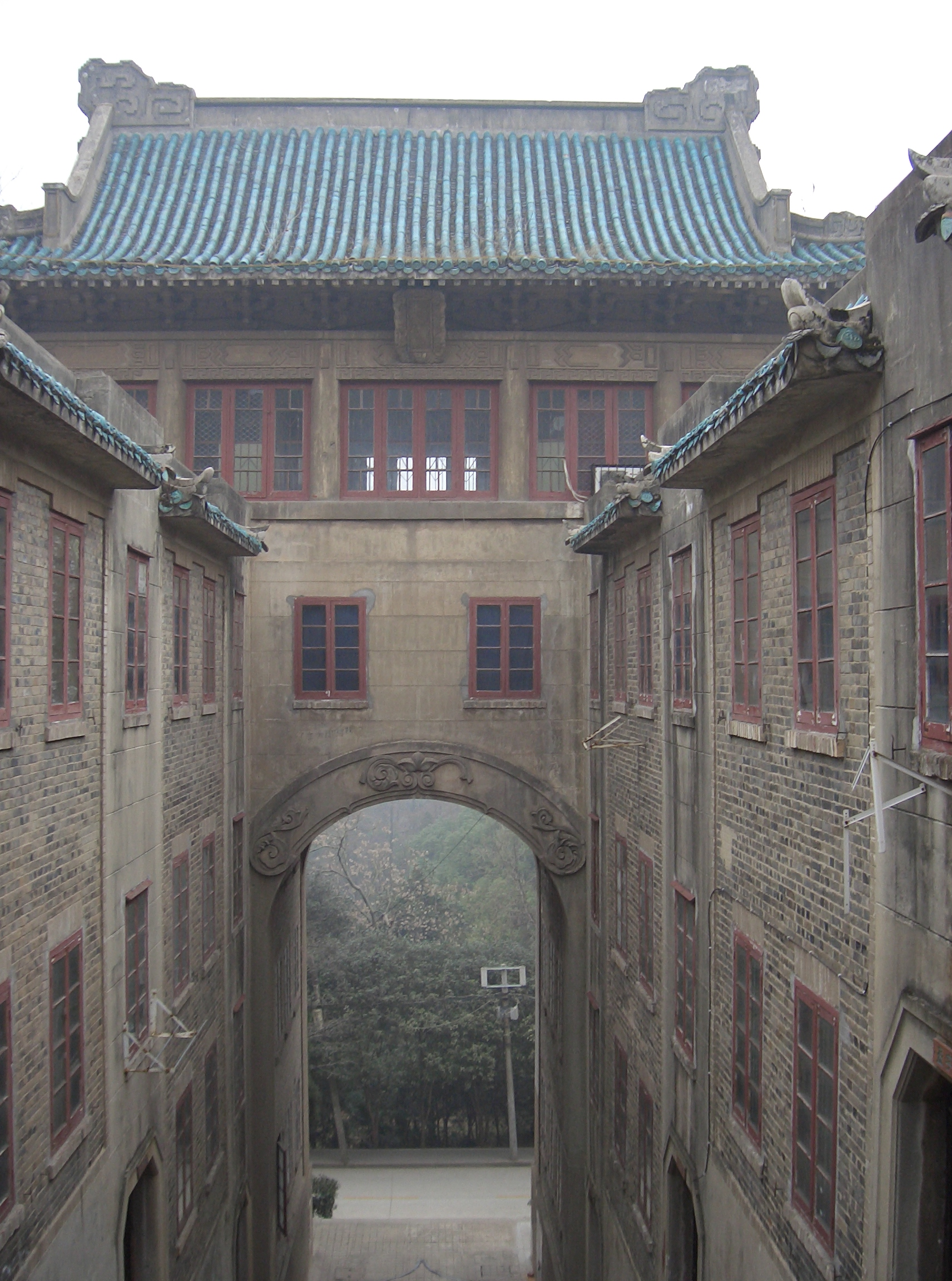
武汉大学老斋舍

1982年11月，被国务院审定为第一批国家重点风景名胜区——武汉东湖风景区的十个游览区之一。
由于武汉大学早期建筑具有较高的历史价值、艺术价值和科学价值，作为首批中国大学校园内历史建筑群现址于2001年6月25日被中国国务院正式列为第五批全国重点文物保护单位。
目前，东湖风景区分为六个游览区，其中的珞洪区就是珞珈山（景名“珞珈书乡”）和其西侧的洪山（景名“古刹塔影”）。

## 交通
珞珈山南麓和北麓均有公共汽车站点，可直通武汉三镇。
- 珞珈山南麓
  - 车站：劝业场、珞珈山（武汉大学）、广八路（武大附中）、东湖村、东湖新村
  - 线路：413路，515路，519路，552路，564路，572路，587路，591路，608路，724路，806路。
- 珞珈山北麓：
  - 车站：凌波门、武汉大学工学部、水生所
  - 线路：402路（环城旅游观光巴士）。
- 珞珈山西麓：
  - 车站：茶港小区、黄家大湾
  - 线路：522路，587路，606路
- 珞珈山东麓：
  - 车站：风光村
  - 线路：402路，413路，515路
- 地铁8号线中南医院站